# Cryphia klapperichi
Cryphia klapperichi är en fjärilsart som beskrevs av Charles Boursin 1960. Cryphia klapperichi ingår i släktet Cryphia och familjen nattflyn. Inga underarter finns listade i Catalogue of Life.